# Friedrich Sigismund Waitz von Eschen
Friedrich Sigismund Waitz von Eschen genannt Hilchen (* 19. Juni 1745 in Sontra; † 14. Oktober 1808 in Kassel) war ein hessen-kasselscher Diplomat und Verwaltungsbeamter aus dem Haus Waitz von Eschen.

## Herkunft
Friedrich Sigismund Waitz von Eschen wurde als ältester Sohn des Oberkammerrates Johann Friedrich Hilchen zu Nauheim und dessen Frau Karoline Dorothea Magdalena geboren. Der Großvater mütterlicherseits war der Minister Jacob Sigismund Waitz von Eschen. Da dessen Söhne alle verstorben waren und seine Tochter das einzige seiner acht Kinder war, das überlebt hatte, adoptierte Jacob Sigismund Waitz von Eschen seinen Schwiegersohn und sicherte so das Fortbestehen seines Namens.

## Leben
Friedrich Sigismund Waitz von Eschen wurde 1770 zum Kriegs- und Domänenrat und zum Bergrat ernannt. 1773 war er das jüngste Mitglied im neu gebildeten Generaldirektorium der Landgrafschaft Hessen-Kassel. Das Zerwürfnis seines Großvaters mit dem Landgrafen Friedrich II. 1773 beendete zunächst auch die Karriere des Enkels. Nachdem der Landgraf den Wunsch, die Direktion der landgräflichen Salzwerke vom Großvater auf den Enkel zu übertragen, abgelehnt hatte, bat Friedrich Sigismund Waitz von Eschen um Dispensation von seinen Ämtern. Am 30. September wurde er daraufhin vom Landgrafen seiner Ämter enthoben. Allerdings blieb er dem Landgrafenhaus weiter verbunden. Er wurde zum Geheimen Legationsrat ernannt und wurde Gesandter in Frankreich.
Erst nach dem Tod des Großvaters 1776 erhielt Friedrich Sigismund Waitz von Eschen wieder eine Verwaltungsfunktion am Kasseler Hof. Am 17. März 1781 wurde er Direktor des Steuerkollegiums. Vom 23. September 1782 bis zu seinem Tode war er Direktor des Commerz-Colleges Kassel. 1786 wurde er Berg- und Salzwerksdirektor und Direktor der Blaufarbenwerke. Auch wenn er hierdurch eine Vielzahl der Funktionen seines Großvaters erlangt hatte, war sein Einfluss weitaus geringer. Immer wieder setzte ihn der Landgraf auch diplomatisch ein. So gelang es ihm 1795 den Frieden zu Basel zwischen Hessen und der Republik Frankreich abzuschließen. Landgraf Wilhelm IX. ehrte ihn 1796 mit der Ernennung zum wirklichen Geheimen Staatsminister und zum Kurator der Universitäten Marburg und Rinteln. 1804 erreichte er die Aufnahme seiner Familie in die Hessische Ritterschaft.
Friedrich Sigismund Waitz von Eschen wurde 1767 in die Freimaurerloge Zu den drey Löwen in Marburg aufgenommen; später war er Mitglied der Kasseler Logen Zum Tale Josaphat und Zum gekrönten Löwen. 

## Familie
Er heiratete am 9. Dezember 1791 die Erbtochter Sophie Dorothea von Rheinfarth (* 29. Mai 1761; † 12. August 1816).
- Sein Sohn, Karl Siegmund Waitz von Eschen (1795–1873) war Kammerherr des Kurfürsten Wilhelm II. und Mitglied im Schönfelder Kreis; 1867 wurde er liberal-konservativer Wortführer im preußischen Herrenhaus.
- Seine Tochter Sophie Eleonore (1793–1838) war mit dem Landrat Georg von dem Bussche verheiratet.